# Fortuny (traghetto)
Il Fortuny è un traghetto appartenente alla compagnia di navigazione Trasmediterránea.

## Servizio
Varato il 9 dicembre 2000 nel cantiere navale Izar Construcciones Navales SA di Puerto Real con il nome di Fortuny e consegnato l'8 giugno 2001 alla Trasmediterránea, prende servizio nello stesso mese nei collegamenti tra Valencia e Palma di Maiorca.

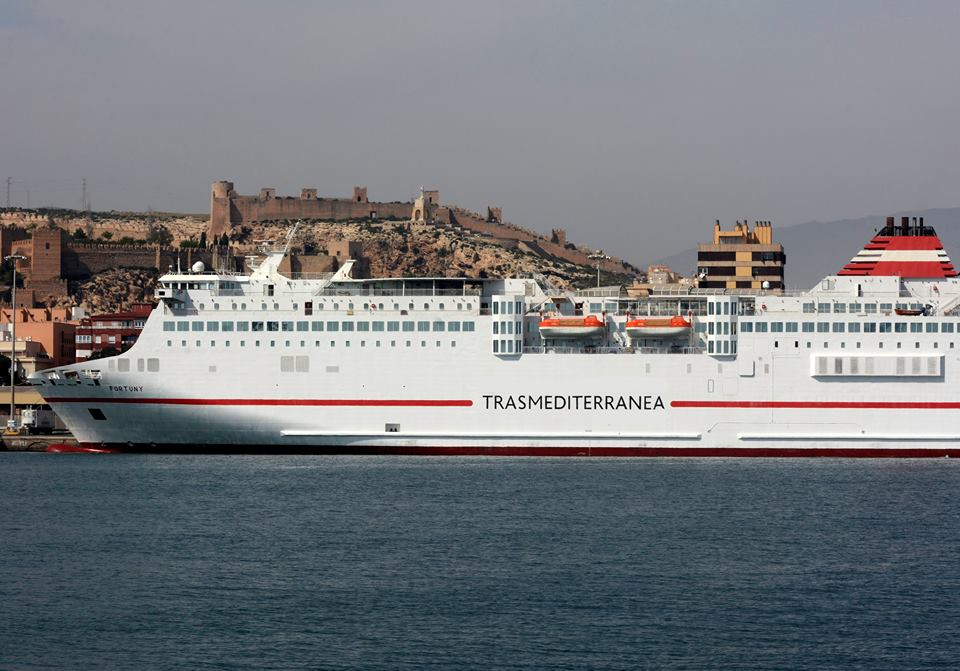
Il Fortuny nel 2015.

Dal 15 ottobre al 18 novembre 2002 opera nei collegamenti tra Cadice e le Isole Canarie. Nello stesso mese, torna in servizio sulla propria rotta.
Il 16 maggio 2006 prende servizio nei collegamenti tra Bilbao e Portsmouth.
Il 20 gennaio 2007 termina il servizio nella Manica e torna ad operare nei collegamenti tra il continente e le Canarie. 

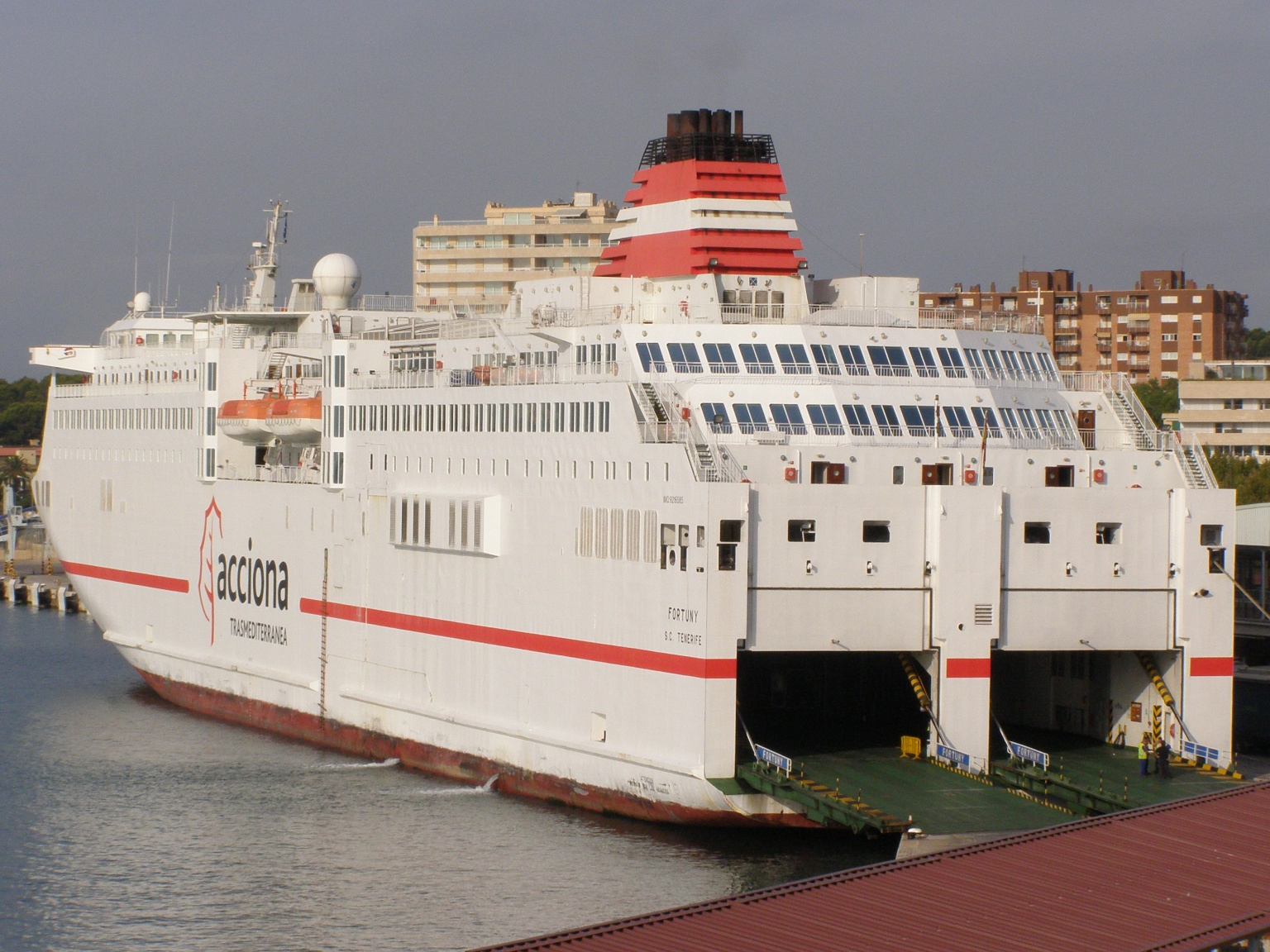
Il Fortuny ormeggiato a Palma di Maiorca nel 2009.

Nel febbraio del 2019 viene ribattezzato Ciudad Autónoma Melilla.
Nell'aprile del 2024 viene ribattezzato Fortuny.
Il 9 gennaio 2025 viene trasferito nei collegamenti tra Las Palmas de Gran Canaria, Arrecife ed Agadir, dove opera tutt'oggi.

## Navi gemelle
- Ciudad de Granada